# Nymphoides brevipedicellata
Nymphoides brevipedicellata là một loài thực vật có hoa trong họ Menyanthaceae. Loài này được (Vatke) A.Raynal mô tả khoa học đầu tiên năm 1971.